# نیکی فولر
نیکی فولر (انگلیسی: Nikki Fuller؛ زادهٔ ۲۳ ژانویهٔ ۱۹۶۸) بدن‌ساز بانوی حرفه‌ای و هنرپیشه سینما و تلویزیون اهل ایالات متحده آمریکا است.
وزن ۹۱ کیلوگرم 
قد ۱۸۰

## تاریخچه مسابقات
- ۱۹۸۸ ناویس اورگن - ۱ام
- ۱۹۸۸ جام امرالد - ۳ام
- ۱۹۸۹ جام امرالد - ۱ام
- ۱۹۸۹ Bill Pearl Classic - ۱ام
- ۱۹۸۹ پاسیفیک کوست - ۱ام
- ۱۹۸۹ جام امرالد - ۱ام
- ۱۹۸۹ اورنج کانتی کلاسیک - ۲ام
- ۱۹۹۰ NPC قهرمانی ایالات متحده آمریکا - ۲ام (HW)
- ۱۹۹۰ فدراسیون جهانی بدن‌سازی و تناسب‌اندام آمریکای شمالی - ۲ام (HW)
- ۱۹۹۰ فدراسیون جهانی بدن‌سازی و تناسب‌اندام آماتورهای جهان - ۳ام (HW)
- ۱۹۹۰ NPC Nationals - ۱ام (HW & Overall)
- ۱۹۹۱ Jan Tana Classic - ۸ام
- ۱۹۹۱ میس اینترنشنال - ۷ام
- ۱۹۹۲ Jan Tana Classic - ۱ام
- ۱۹۹۲ میس المپیا - ۹ام
- ۱۹۹۳ میس المپیا - ۱۴ام
- ۱۹۹۵ میس اینترنشنال - ۶ام
- ۱۹۹۶ Jan Tana Classic - ۷ام
- ۱۹۹۷ میس اینترنشنال - ۱۰ام